# Kercs
Kercs (ukránul Керч, oroszul Керчь, krími tatár nyelven Keriç) város Ukrajnában, a Krím félszigeten. Lakossága 157 000 fő. A város a Krím félsziget keleti végében, a Fekete-tengert az Azovi-tengertől elválaszó Kercsi-szoros partján fekszik, amelyen át a 2018 májusában átadott Krími híd köti össze a Tamany-félszigettel. A Krím 2014. februári orosz megszállása óta a város orosz ellenőrzés alatt áll.

## Történelem
Milétoszi görög telepesek az i. e. 6. században alapították. A Boszporoszi Királyság része volt Pantikapaion néven. A 6. században a várost elpusztították a hunok. Bizánci erőd és templomok épültek ekkor, utóbbiak közül néhány ma is látható. A Kazár Birodalom része lett. A 10. században a Kijevi Rusz része lett Korcsev néven. 1318-ban genovai település és az olaszok Cserkio néven erődöt építettek. A 15. században Oszmán Birodalom része lett. A török fennhatóság idején a régi fellegvárat megerősítették, majd egy újat építettek. 1771-ben  az orosz flotta megjelenésekor a törökök elhagyták a várost, amely részévé vált az Orosz Birodalomnak. Új orosz erőd épült, a város egyre fontosabb szerepet töltött be, mint előőrs a Fekete-tenger felé vezető tengeri kereskedelmi úton. A 19. században kezdték az ipar fejlesztését, kiépült a belváros mai formája. A második világháború alatt a szovjet csapatok véres csatákat vívtak a városért, kétszer is visszafoglalták a Wehrmachttól. A város fontos tengeri kikötővé vált az Azovi-tengertől a Fekete-tenger felé vezető uton, mint kompkikötő a Kercsi-félsziget, Krím és a Taman-félsziget, Oroszország között.

## Közlekedés
A Kercsi repülőtér (Аэропорт "Керчь") a város nyugati szélén helyezkedik el.
A vasútállomás (Железнодорожная станция "Керчь") a városközpontban található, a Privokzalna téren. Szimferopolba (9 óra, éjszaka). Dzsankojba, ahol átszállási lehetőség van Szimferopol felé. Oroszországba: Moszkva (32 óra, heti 3x, nyáron)
A 'Kercsi Buszállomás' (Автостанція "Керч") Eremenko Marsala u. 30. A tengerparton található. Buszok Feodoszijába (2 óra, napi 10x), Szudak (3½ óra, naponta 1x), Szimferopol (4¾ óra, nyáron óránként) és más krími településekre. Az Jalta-Novorosszijszk és az Odessza-Krasznodar nemzetközi járatok is érintik a várost.
A halászkikötő (Морской рыбный порт) Szverdlova u. 49. (A belvárosban). Csónakbérlési lehetőség.
Nemzetközi autós kompkikötő (Керченская паромная переправа) 10 km-re keletre található.
A buszközlekedésben a legfontosabb az 5-ös iránytaxi-járat, amely a belváros és a buszállomás között közlekedik. A 16-osok a vasútállomás és a buszállomás között közlekednek.

## Látnivalók

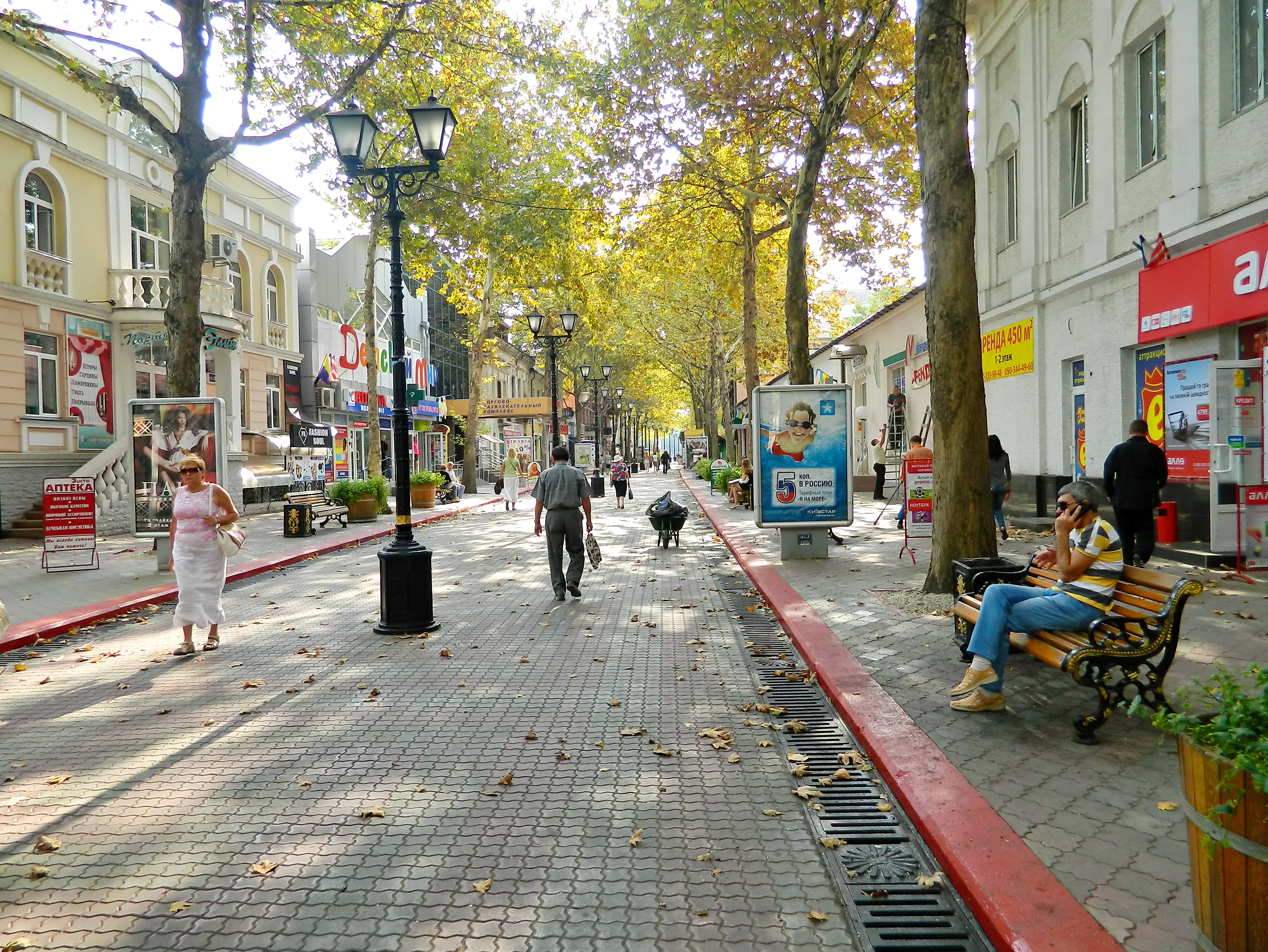
Kercsi utcakép

Jeni-Kale erőd (Фортеця Ені-Кале) 8 km keletre. Szipjagina u. Török erőd. Egykor 12000 katona szálláshelye és a török pasa rezidenciája volt. Az Azovi-tenger és a Fekete-tenger közötti hajóforgalom ellenőrzése volt a feladata. Három oldalról vizesárok vette körül. A vizet egy kerámia csatornán keresztül kilométerekről szállították ide. 1771-ben harc nélkül megadta magát az erőd az orosz erőknek.
Cári kurgán (Царський курган) 6 km keletre. Szkifszkaja u. A Szpatrokidov dinasztia egyik tagjának a sírja. Ez a dinasztia uralta a Boszporuszt i. e. 438-109 között. A sírdomb 17 méter magas és 36 méter kerületű kőfal veszi körbe. A sírkamra piramis alakú, a tetején faragott kősziklák vannak és 12 fokozatosan csökkenő koncentrikus hengerből áll. A kriptát már az ókorban teljesen kifosztották, és később csupán egy fából készült szarkofág maradványait találták meg.
Adzsimuskaj katakomba történelmi múzeum (Музей истории обороны Аджимушкайских каменоломен) Malcsenko Bratjev u. 36. Korábban mészkőbánya volt.
Demetri kripta (Склеп Деметри), Perepelic Bratjev u. 23. A termékenység istennőjének sírja. 1895-ös ásatás során találtak rá. Kripta valójában egy négyzet alakú szoba, méretei 2,20 x 2,75 m. A falain az istennő képe, valamint Kalüpszó nimfa és Hermész isten (az utasok védőszentje) és Hadész (a síron túli királyság uralkodója) láthatók a boszporuszi festészet stílusában.
Melek-Csesmenszkij kurgan (Мелек-Чесменський курган) Gajdara u. Ez a temetési emlékmű  a Boszporuszi építészet szép példája. A nevét a közeli folyóról kapta, jelentése: "a királyi folyó." A sírdomb részei: a sírkamra piramis boltozattal és az ide vezető folyosó. A teraszos sírkamrák csoportjába tartozik. Az itt talált legértékesebb leletek: szkíta csavart arany gyűrű, arany tál és medalion az orosz állami Ermitázs Múzeumban láthatók.

## Érdekességek
A városról kapta nevét a 2216 Kerch kisbolygó.